# Belo Monte (Príncipe)
Belo Monte ist ein kleiner Ort auf Príncipe im Distrikt Pagué im Inselstaat São Tomé und Príncipe. 2012 wurden 75 Einwohner gezählt.

## Geographie
Der Ort liegt an der Nordostspitze der Insel, in Luftlinie etwa 4 km vom Hauptort Santo António entfernt. In der Umgebung liegen mehrere Strände der Nordküste (Praia Banana, Praia Macaco und Praia Boi). Der Ort selbst liegt oberhalb der steilen Nordküste auf Höhen zwischen 100 m und 140 m.
Der Ort ist nicht zu verwechseln mit dem Ort Monte Belo auf der Nachbarinsel São Tomé.